# معلوماتية بعدية

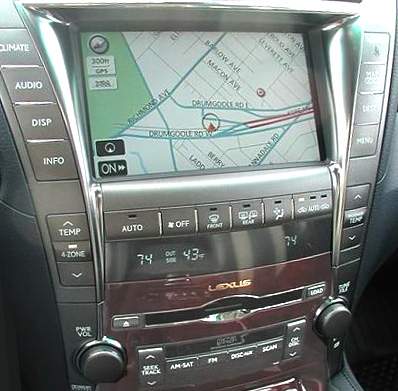
Lexus Gen V نظام ملاحة ليكسز الجيل الرابع

المعلوماتية البعدية أو التتبع والتحكم عن بعد الاتصالات عن بعد أو التيليماتية (بالإنجليزية: Telematics)‏ هي أية استخدامات متكاملة من الاتصالات السلكية واللاسلكية والمعلوماتية، وتعرف أيضا باسم تكنولوجيا المعلومات والاتصالات Information and Communications Technology . وبالتالي تطبيق تقنيات المعلومات هو الحال مع أي من الإجراءات التالية:
- تقنية إرسال واستلام وتخزين المعلومات عبر أجهزة الاتصالات عن بعد Telecommunication بالتزامن مع السيطرة على الأشياء عن بعد.
- الاستخدام المتكامل للاتصالات والمعلوماتية، لتطبيقها في المركبات ومع السيطرة على المركبات المتحركة.
- تقنيات المعلومات التي تشمل ،لكن لا تقتصر، تكنولوجيا نظام تحديد المواقع العالمي Global Positioning System متكاملة مع أجهزة الكمبيوتر وتكنولوجيا الاتصالات المتنقلة في أنظمة الملاحة للسيارات.
- الأكثر تحديدا، لقد تطور هذا المصطلح للإشارة إلى استخدام هذه النظم داخل المركبات المتحركة على الطرق، وفي هذه الحالة يمكن استخدام (تقنيات معلومات المركبة) vehicle telematics .

في المقابل القياس عن بعد telemetry هو نقل القياسات من الموقع الأصلي إلى موقع الحاسبات والاستهلاك، ولا سيما من دون إحداث السيطرة على الكائنات النائية. يتم تطبيق القياس عن بعد عادة في اختبار الأجسام الطائرة، وله استخدامات أخرى متعددة.